# Akio Yasuraoka
Akio Yasuraoka (安良岡章夫, Yasuraoka Akio), né le 13 janvier 1958 à Tokyo, est un compositeur japonais.
Yasuraoka qui étudie auprès des compositeurs Teruyuki Noda (野田暉行) et Akira Miyoshi est diplômé de l'Université des arts de Tokyo en 1984 avec une maîtrise en composition. Il a reçu plusieurs prix et distinctions dont le 1er prix de composition au concours de musique du Japon (日本音楽コンクール) en 1980 et le prix de composition de la fondation symphonique du Japon en 1982 pour sa Symphonie. Il est également lauréat de l'édition 1994 du prix Kenzo Nakajima (中島健蔵音楽賞).
En 1985, Yasuraoka fonde l'Art Respirant, orchestre de chambre composé de jeunes interprètes et compositeurs.
Yasuraoka est actuellement professeur à l'École de musique Tōhō Gakuen et à l'Université des arts de Tokyo. Il est membre de l'association musicale du XXIe siècle (21世紀音楽の会) et directeur de la Société japonaise de musique contemporaine (日本現代音楽協会).

## Œuvres (sélection)
Les œuvres de Yasuraoka sont publiées par la Fédération japonaise des compositeurs, Zen-On Music, Ongaku-no-tomo Sha et Tokyo Academia Music.
Orchestre
- Symphonie (1982)

Concertante
- Métamorphose concertante (協奏的変容) pour violon, violoncelle et orchestre (1991)
- Concerto Grosso no 1 Animatori (1993)
- Polyphonia (ポリフォニア, Porifonia?) pour alto et orchestre (1995–1996)
- Antiphon pour 25 instruments à cordes solo (1996)

Musique de chambre
- Capriccio pour clarinette, violoncelle et piano (1980)
- Projection pour violon et piano (1984)
- Offrande (オフラン) pour alto solo (1990)
- Fragment (断章, Danshō?) pour percussion solo (1992)
- Aria pour violon solo (1992)
- Melodia (メロディア) pour 4 flûtes (1993)
- Passaggio, Concertino pour marimba et 9 instruments (1997)
- Gesto (ジェスト, Jesuto?) pour harpe solo (2000)
- Aria Scomposta pour violon et piano (2005)

Vocal
- Discantus (ディスカントゥス), Vocalise pour soprano, violon, violoncelle et piano (1994)

## Source de la traduction
- (en) Cet article est partiellement ou en totalité issu de l’article de Wikipédia en anglais intitulé « Akio Yasuraoka » (voir la liste des auteurs).
- Notices d'autorité :   - VIAF
  - ISNI
  - LCCN
  - GND
  - Japon
  - CiNii
  - Lettonie
  - WorldCat